# Джулфалакян, Арсен Левонович

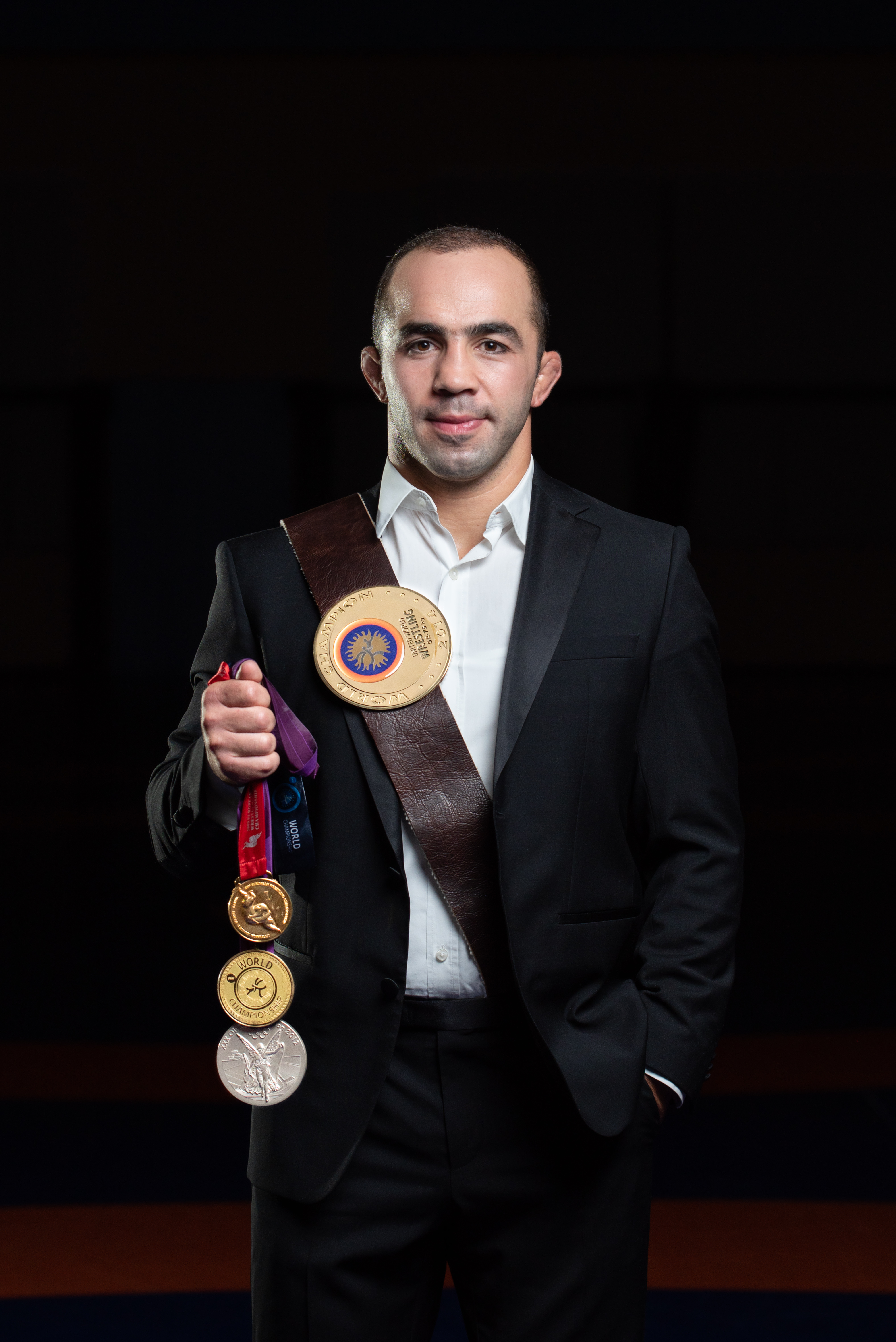
Высшие спортивные достижения

Арсен Левонович Джулфалакян (арм. Արսեն Ջուլֆալակյան; род. 8 мая 1987, Ленинакан, Армянская ССР) — армянский, а в последствии и аргентинский борец греко-римского стиля, чемпион Европы (2009), чемпион мира (2014), серебряный призёр Олимпийских игр (2012). Лучший спортсмен Армении 2012 года. Кандидат исторических наук. 

## Спортивная карьера
Арсен Джулфалакян родился 8 мая 1987 года в Ленинакане (ныне Гюмри) в семье известного советского борца, чемпиона мира и Олимпийских игр Левона Джулфалакяна. Начал заниматься греко-римской борьбой в возрасте 11 лет. В 2002 году участвовал в чемпионате Армении среди юниоров, где стал победителем в своей весовой категории. В 2003 и в 2004 годах выигрывал юниорские чемпионаты Европы. В 2004 году признавался лучшим спортсменом юниором Европы. В 2007 году был победителем чемпионата мира среди молодёжи.
В 2007 году впервые стал чемпионом Армении среди взрослых. В 2008 году участвовал в Олимпийских играх в Пекине, где выиграв первую схватку у украинца Владимира Шацких, проиграл во втором круге венгру Петеру Бачи. В 2009 году добился первого успеха на взрослом международном уровне, став победителем чемпионата Европы в Вильнюсе. В финале этих соревнований он вновь победил Владимира Шацких.
В 2010 году дошёл до финала чемпионата мира в Москве, где в равной борьбе уступил турку Сельчуку Чеби. В 2012 году участвовал в Олимпийских играх в Лондоне. Выиграв три схватки у соперников из Кыргызстана, Белоруссии и Азербайджана, вышел в финал, где проиграл действующему чемпиону мира Роману Власову (Россия).
В 2013 году на чемпионате мира в Будапеште во втором круге вновь уступил Роману Власову, но через утешительные схватки смог стать бронзовым призёром. В 2014 году на чемпионате мира в Ташкенте, последовательно победив азербайджанца Эльвина Мурсалиева (9:0), австрийца Флориана Мархла (12:1), мексиканца Хуана Эскобара (11:2) и грузина Зураба Датунашвили (1:0), вышел в финал, где взял верх над хорватом Невеном Жугаем (4:0) и завоевал звание чемпиона мира.
Последующие годы сложились для Арсена Джулфалакяна менее успешно. Весной 2015 года он принял решение пропустить Европейские игры в Баку, что мотивировал необходимостью лучшей подготовки к чемпионату мира в Лас-Вегасе. Однако подойти в оптимальной форме к этим важным соревнованиям ему не удалось, и он занял на них лишь 9 место, что не позволило войти в число обладателей разыгрывавшихся там олимпийских лицензий.
В 2016 году на лицензионном турнире в Улан-Баторе он всё же квалифицировался на Олимпийские игры в Рио-де-Жанейро, однако уже на старте олимпийского турнира неожиданно проиграл болгарину Даниэлю Александрову и выбыл из борьбы за медали. После возвращения в Армению отец и тренер Арсена Левон Джулфалакян объяснял эту неудачу сына недооценкой соперника и желанием сэкономить силы для схваток на решающих стадиях соревнований.
В следующем олимпийском цикле Арсен Джулфалакян столкнулся с конкуренцией за место в сборной Армении со стороны своего более молодого соотечественника Карапета Чаляна. Проиграв ему несколько схваток, он перестал попадать в состав команды на крупнейших международных соревнованиях. Единственным исключением стал чемпионат Европы в Бухаресте (2019), где Джулфалакян выиграл бронзовую медаль, которая оказалась единственной наградой, завоеванной армянскими борцами греко-римского стиля на этом турнире. В июле 2021 года официально объявил о завершении своей спортивной карьеры. Однако, в мае 2025 года в составе сборной Аргентины принял участие на Панамериканском чемпионате в Монтеррее, на котором в финале уступил Камалу Бею из США, став серебряным призёром. 

## Образование
В 2010 году окончил магистратуру факультета международных отношений Ереванского государственного университета. В дальнейшем поступил в аспирантуру и защитил диссертацию на соискание учёной степени кандидата исторических наук.

## Политическая деятельность
В декабре 2018 года был избран депутатом Национального собрания Армении по общегосударственному списку блока партий «Мой шаг». Входил в парламентскую комиссию по вопросам науки, образования, культуры, диаспоры, молодёжи и спорта. В сентябре 2020 года объявил об отказе от депутатского мандата. В качестве причины своего решения указал «принципиальные разногласия с министром образования, науки, культуры и спорта Араиком Арутюняном относительно подходов к управлению сферами, находящимися в его ведении».

## Семья
- Левон Джулфалакян (род. 1964) — отец, советский борец греко-римского стиля, чемпион Европы (1986), мира (1986) и Олимпийских игр (1988).
- Арам Джулфалакян (род. 1989) — брат, армянский борец греко-римского стиля, чемпион Армении (2015)[9].